# ذالهجيرة (ردفان)

تعديل مصدري - تعديل

ذالهجيرة هي إحدى قرى عزلة الحبيلين بمديرية ردفان التابعة لمحافظة لحج، بلغ تعداد سكانها 88 نسمة حسب تعداد اليمن لعام 2004.